# أستاريوم البحر الأحمر
أستاريوم البحر الأحمر (بالإنجليزية: The Red Sea Astrarium) كانت ستُعَدُّ وجهةً سياحيةً متكاملةً مخططًا لها على شواطئ البحر الأحمر، كانت أيضًا ستُعَدُّ أول منتجعٍ ترفيهيٍ ذو طابعٍ موضوعي في مدينة العقبة الساحلية في الأردن، قد تم الإعلان عن المشروع في عام 2011، وكان من المقرر افتتاحه في عام 2014. لكن توقفت أعمال البناء في هذه المدينة الترفيهية في أوائل عام 2015، ولم يتم إكمالها أو افتتاحها.
كانت المعالم الرئيسية مخططة لتشمل مجموعة متنوعة من الأنشطة مثل تناول الطعام، والتسوق، والنشاطات الليلية، والألعاب، والعروض، والمعارض الفنية، ومتنزهات الترفيه الموضوعية، والمتنزهات المائية، والجولات التفاعلية، و"تجربة ستار تريك" المستوحاة من سلسلة "ستار تريك" الجديدة.
في عام 2013، أُقيمت مراسم توقيع خلال منتدى الأعمال الأردني الأمريكي برعاية الملك عبدالله الثاني في الأردن. قدَّم الملك عبد الله اقتراحًا لإدراج عنصر "ستار تريك" في أستاريوم البحر الأحمر، حيث يعتبر نفسه من محبي "ستار تريك" وشارك بشكل غير مُعترف به (كفرد من طاقم "ستار فليت" في الخلفية) في حلقة من "ستار تريك: فويجر" عام 1996.
تم إيقاف البناء رسميًا في مارس 2015 بعد أن تم بدء العمل وتأجيله مرتين.صُمِّم هذا المنتجع الذي يُقدَّر بتكلفته بمبلغ 1.5 مليار دولار أمريكي من قِبَل مجموعة روبيكون القابضة.

## المخطط التصميمي
كان من المخطط أن يحتل أستاريوم البحر الأحمر مساحة تبلغ 184 فدانًا (70 هكتارًا) من الأرض. يتميز تصميم المنتجع بوجود ثلاث مناطق رئيسية للترفيه: القمة، الواجهة البحرية القديمة، والواجهة البحرية الجديدة. كان المخطط يشمل وجود أربعة فنادق فاخرة، وحدائق، ومجموعة من أماكن الترفيه، وأماكن مخصصة لتناول الطعام، وسينما ثلاثية الأبعاد، و16 منشأة ترفيهية، ومتاجر للبيع بالتجزئة.